# Dobrš
Dobrš [dɔbrʃ], bis 1924 Dobrž (deutsch Dobrsch, früher Dobrz, 1939–45 Dobersch), ist ein Ortsteil der Gemeinde Drážov in Tschechien. Sie liegt zehn Kilometer westlich von Volyně in Südböhmen und gehört zum Okres Strakonice.

## Geographie

### Geographische Lage

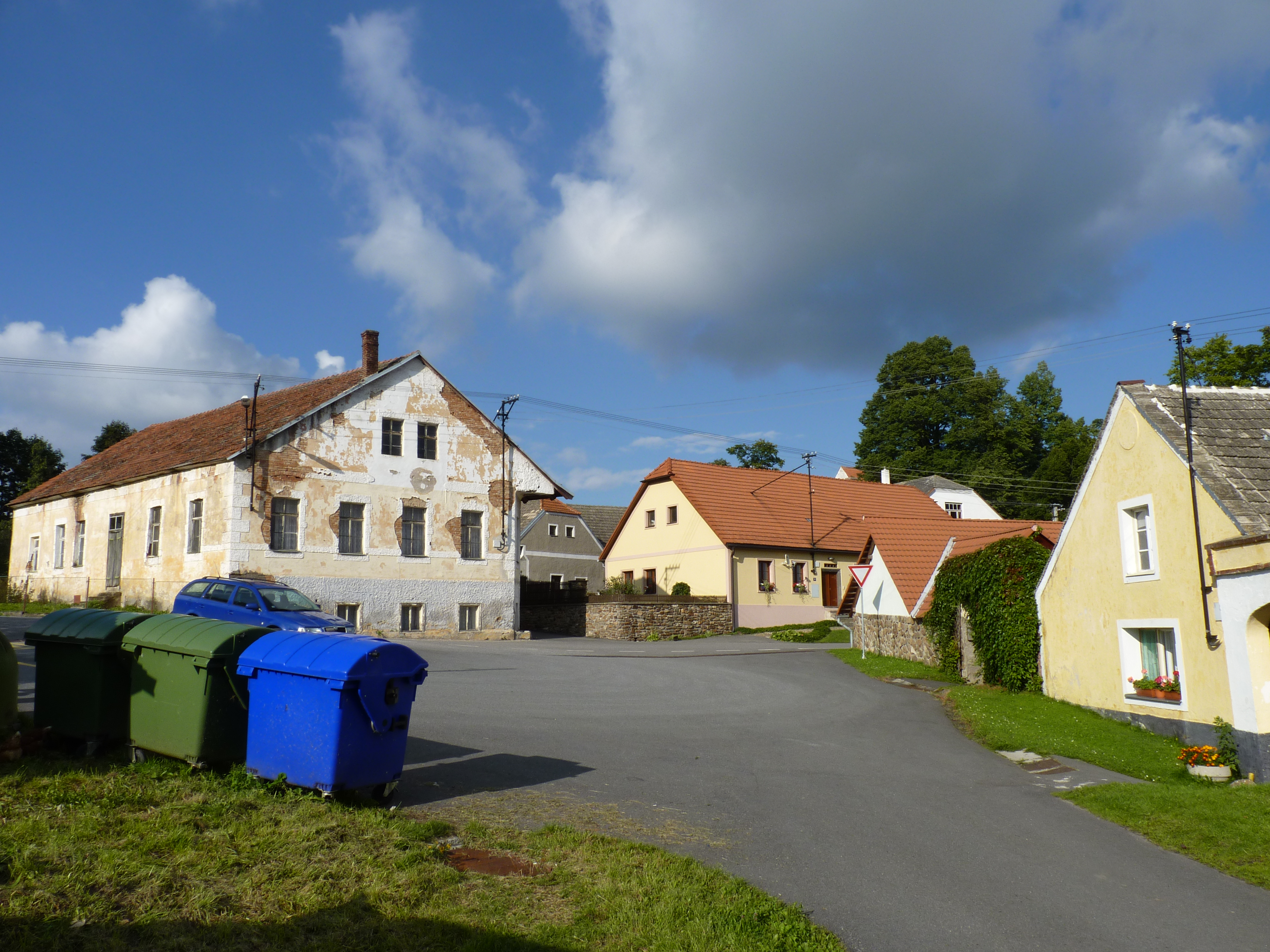
Dorfplatz

Dobrš befindet sich im Vorland des Böhmerwaldes. Das Dorf liegt linksseitig über dem Tal des Peklov auf einem Plateau am Osthang des Hügels Na Velkém poli (749 m). Nördlich erheben sich die Rudovka (699 m) und der Dubovec (706 m), nordöstlich der Na Vrších (674 m), im Osten der Mlaď (663 m), südöstlich der Vacovický vrch (823 m) und die Radešice (700 m), im Süden der Na Mýtkách (766 m), westlich der Na Velkém poli (749 m) sowie im Nordwesten der Beletínský kopec (715 m) und die Chocholka (677 m).

### Nachbargemeinden
Nachbarorte sind Pohodnice, Němčice und Podhoslovičký im Norden, Hořejšice, Dřešínek, Radešov und Dřešín im Nordosten, V Mlýnech im Osten, U Babylonů, Vacovice, Bezděkov und Hutar im Südosten, Radkovice, Chvalšovice, Chvalšovické Chalupy und Štefl im Süden, Miřetice, Přečín, Vacov und Přečínské Chalupy im Südwesten, Pod Kapličkou, Mácha, Amerika und Paloucký im Westen sowie Pohodný, Paloučky, Zálesí und Drážov im Nordwesten.

## Geschichte
Einer Legende nach soll der Müllersbursche Kocík im ersten Drittel des 12. Jahrhunderts das Leben Herzog Udalrichs gerettet haben, als dieser bei der Jagd von einem Keiler angegriffen wurde. Zum Dank dafür soll Udalrich dem Kocík die Feste Dobrš überlassen haben.
Die beiden romanischen Kirchengebäude belegen, dass Dobrš bereits im frühen 13. Jahrhundert bestanden hat. Die erste schriftliche Erwähnung von Dobrš erfolgte 1352. Im Jahre 1377 setzte Přibík von Dobrš, genannt Kocík, in der Kirche von Dobrš einen Pfarrer ein. Er ist zugleich der erste nachweisliche Angehörige des Vladikegeschlechts Kotz von Dobrz, das das Gut und die Feste Dobrš mit einer kurzen Unterbrechung bis 1607 besaß. Die Kotz von Dobrz standen von 1390 bis 1435 in Diensten des Johanniterordens und ab 1445 bei den Herren von Rosenberg. Außerdem besaßen sie die Feste Žihobce. Zu Beginn der Hussitenkriege wurde Dobrš 1421 von den Aufständischen verwüstet und niedergebrannt. Im Jahre 1512 verkauften sie das Gut an Bušek von Újezdec. Seit 1528 ist Christoph Kotz von Dobrz als Besitzer der Feste nachweisbar. Er ließ 1561 die Feste, Kirche und Kapelle wiederaufbauen. Im Laufe des 16. Jahrhunderts konnten die Herren Kotz von Dobrz ihren Besitz wesentlich erweitern. Zum Ende des 16. Jahrhunderts gehörte das Gut Wenzel Kotz d. Ä. von Dobrz, der auch die Feste Žihobce besaß. Im Jahre 1609 erfolgte eine Teilung des Gutes; ein Anteil mit der Brauerei und dem Graben sowie der Hälfte der Feste und des Hofes wurde an das Gut Miletice angeschlossen; den anderen Teil erhielt der Ohrazenicer Zweig der Kotz von Dobrz und danach Anna Kawka von Řičan, die auch den Mileticer Anteil erwarb und beide Teile wieder vereinte.
Zu den nachfolgenden Besitzern gehörten ab 1615 Johann Kawka von Řičan und ab 1679 Franz Albrecht Chřepicky von Modlischowitz. Letzterer verkaufte den Besitz 1690 an Apollonia Ludmila Gräfin von Althann. Deren Sohn Hubert Sigmund von Althann ließ ab 1662 die Feste umbauen und veräußerte das Gut Dobrš am 7. April 1707 an Adam Franz Fürst zu Schwarzenberg, der es mit seinem benachbarten Gut Přetschin verband. Besitzer des Gutes blieben die Fürsten zu Schwarzenberg. In dieser Zeit verfiel die Feste, die Gräben wurden zugeschüttet und von den beiden Türmen blieb nur der westliche erhalten. Zeitweilig diente sie als Spital. 1780 wurde der Schlossgarten aufgehoben und im Jahre 1800 erfolgte der Verkauf von Teilen der Feste als Wohnungen. Der am 2. Januar 1823 verstorbene Pfarrer Johann Casimir Winter errichtete mit einem Kapital von 2530 Gulden ein Gestift zu frommen Zwecken. Außerdem vermachte er dem Gestift seine aus 330 Werken bestehende Bibliothek, die sich im Pfarrhaus befand. Nach dem Tode von Joseph II. Fürst zu Schwarzenberg beerbte ihn 1833 sein Sohn Johann Adolf II. Im Vorderflügel des Feste wurde 1838 eine Schule eingerichtet.
Zum Gut Dobrsch gehörten im Jahre 1840 die Dörfer Dobrsch, Chwalsowitz (Chvalšovice), Dražow, Groß-Dřeschin, Lhota (Lhota nad Rohanovem) und Zales (Zálesí). Das Dorf Dobrsch/Dobř bzw. Dobeš bestand aus 29 Häusern mit 368 Einwohnern. Im Ort bestanden unter herrschaftlichem Patronat die Pfarrkirche Mariä Verkündigung, die Kapelle der hl. Katharina, die Pfarrei, eine Schule, ein altes Schloss, das teils zum Schüttboden umgebaut und teils als Häuslerwohnungen diente, sowie ein Meierhof. Außerhalb des Dorfes hinter dem Pfarrhof lag die Kapelle der hll. Johannes und Paulus. Dobrsch war Pfarrort für Chwalsowitz, Dražow, Zales (Zálesí), Kwaskowitz (Kváskovice), Wyska (Víska), Neudorf, Hořegschitz (Hořejšice), Dřeschinko (Dřešínek) und Watzowitz. Bis zur Mitte des 19. Jahrhunderts blieb das Dorf immer dem Allodialgut Přetschin samt Dobř und Rohanow untertänig.
Nach der Aufhebung der Patrimonialherrschaften bildete Dobrž mit den Ortsteilen Dražov, Dřešínek, Horejšice und Zálesí ab 1850 eine Gemeinde in der Bezirkshauptmannschaft Strakonice und dem Gerichtsbezirk Volyně. 1869 lebten in dem Dorf 387 Personen, im Jahre 1900 waren es 400. 1910 wurden in der Schule 320 Kinder unterrichtet. 1911 brannte die Schule nieder. 1912 lösten sich Dražov, Dřešínek mit Horejšice sowie Zálesí von Dobrž los und bildeten eine eigene Gemeinde. Seit 1924 wird Dobrš als amtlicher Ortsname verwendet. 1930 lebten in den 61 Häusern von Dobrš 291 Einwohner. Zum 1. Februar 1949 wurde die Gemeinde Dobrš dem Okres Vimperk zugeordnet. Im Jahre 1950 bestand das Dorf aus 42 Häusern mit 142 Einwohnern. Nach der Aufhebung des Okres Vimperk wurde die Gemeinde am 1. Juli 1960 Teil des Okres Strakonice. Im Jahre 1961 erfolgte die Eingemeindung nach Drážov. 1970 hatte Dobrš 135 Einwohner, 1990 lebten in den 32 Wohnhäusern des Dorfes nur noch 74 Personen. Beim Zensus von 2001 wurden in Dobrš nur noch 68 Einwohner und 29 Wohnhäuser gezählt.

## Sehenswürdigkeiten

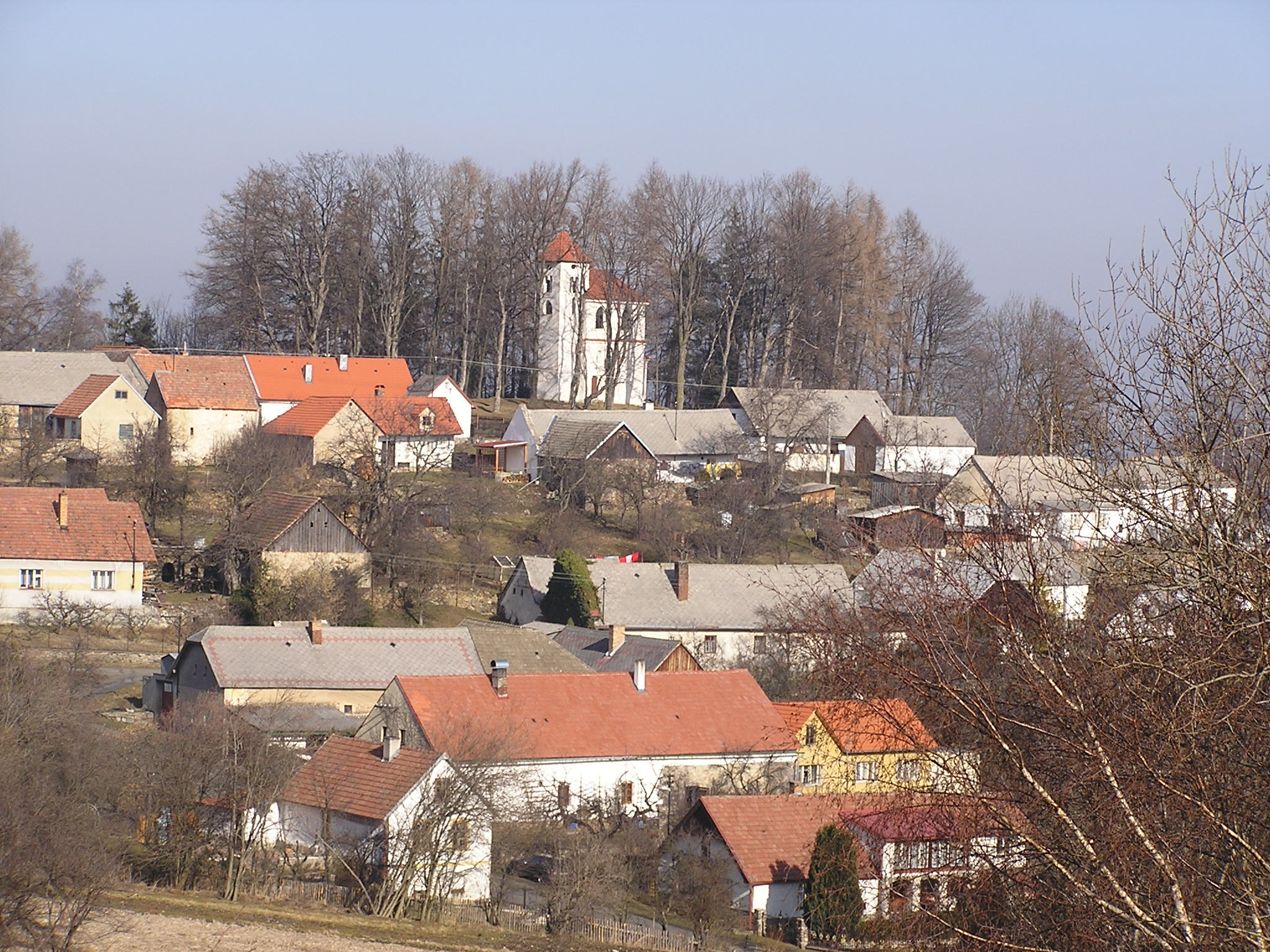
Ortsansicht mit Blick zum Glockenturm

- Feste Dobrš, sie entstand im 14. Jahrhundert. Nach ihrer Zerstörung im Jahre 1421 wurde sie 1561 wiederaufgebaut. Das Renaissanceportal stammt aus dem Jahre 1579.
- Kirche Mariä Verkündigung, erbaut um 1250. Die ursprünglich den Aposteln Johannes und Paulus geweihte Kirche wurde 1421 von den Hussiten in Schutt und Asche gelegt. Christoph Kotz von Dobrz ließ die Kirche 1561 durch den Baumeister T. Rossi aus Mendrisio wieder aufbauen und Mariä Verkündigung weihen. Sie war zunächst Lokalie der Pfarrkirche von Čestice; im 19. Jahrhundert sie wieder zur Pfarrkirche erhoben. Die Kirche besitzt vier Glocken, davon wurde eine 1596 von Wenzel Kotz d. Ä. von Dobrz, eine weitere von Franz Albrecht Chřepicky von Modlischowitz gestiftet. Für die größte der Glocken wurde ein separater Glockenturm errichtet. In der Kirche befinden sich Epitaphe für Angehörige der Herren Kotz von Dobrz, der Ritter von Malowetz und der Grafen von Althann sowie eine Familiengruft der Herren Chřepicky von Modlischowitz. Das Original des 1717 von Andreas de Waldt geschaffenen 33,5 × 20,9 cm großen Heiligenbildnisses der Madonna von Dobrš befindet sich heute im in der Außenstelle Český Krumlov des Staatlichen Regionalarchives Třeboň.
- Glockenturm Dobrš, er entstand 1561 und trägt die von Christoph Kotz von Dobrz gestiftete und im selben Jahr vom Prager Glockengießer Brikza gegossenen 72 Zentner schwere Glocke Marie
- Kapelle der hll. Johannes und Paulus, errichtet um 1230. Im Jahre 1561 ließen Christoph Kotz von Dobrz und seine Frau Katharina von Bieschin die Kapelle erneuern.
- Kapelle der hl. Katharina an einer heilkräftigen Quelle unterhalb des Dorfes, errichtet um 1340
- Gedenkstein für Pater Andreas Franz Josef de Waldt (1683–1752), Wohltäter der Gemeinde, enthüllt am 30. Juni 2002
- Denkmal für Pater Martin Frantisek Vich (1921–2008), enthüllt am 11. Juni 2011
- Geschützter Berg-Ahorn

Sehenswürdigkeiten
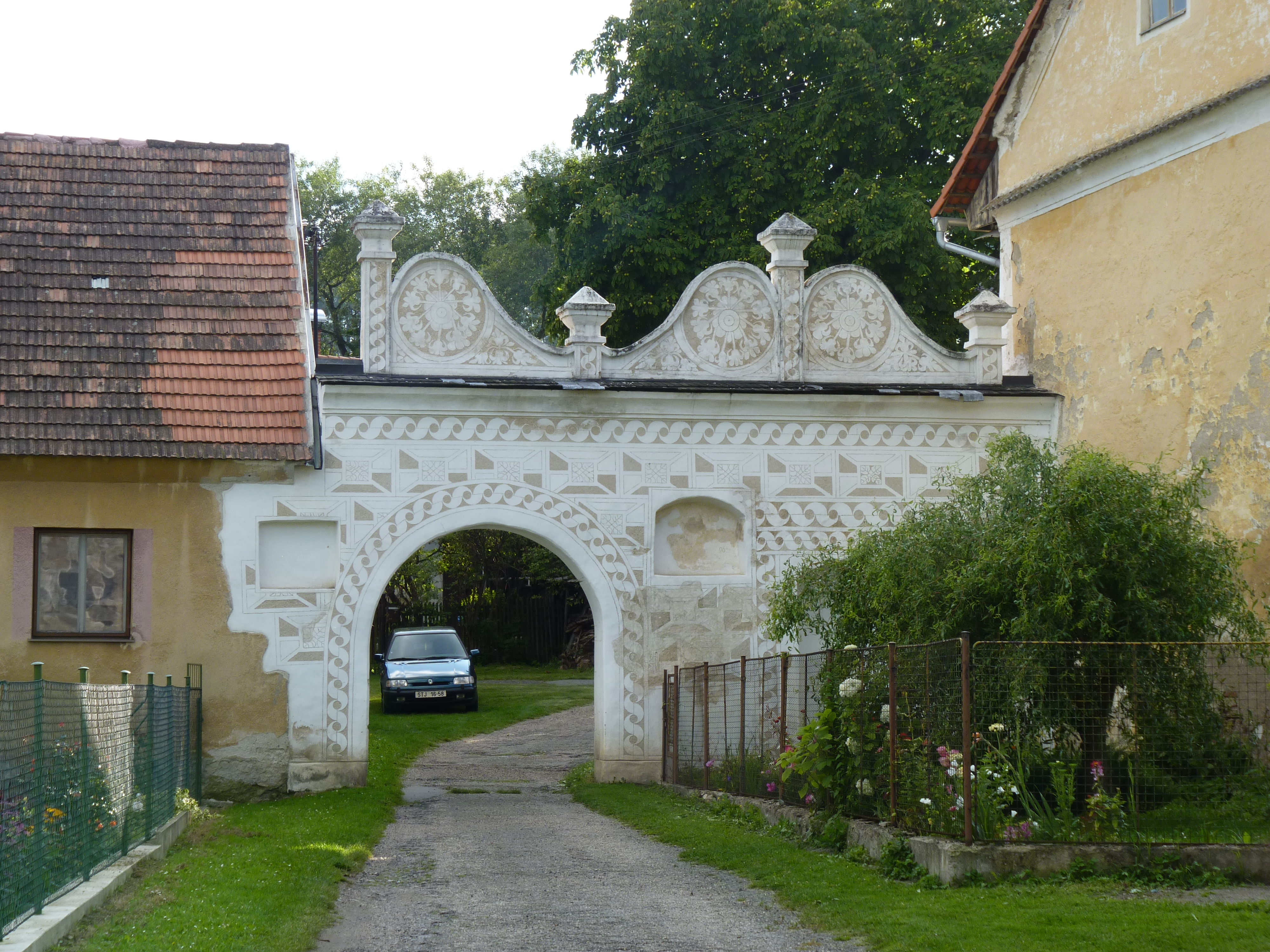
Renaissanceportal zur Feste Dobrš
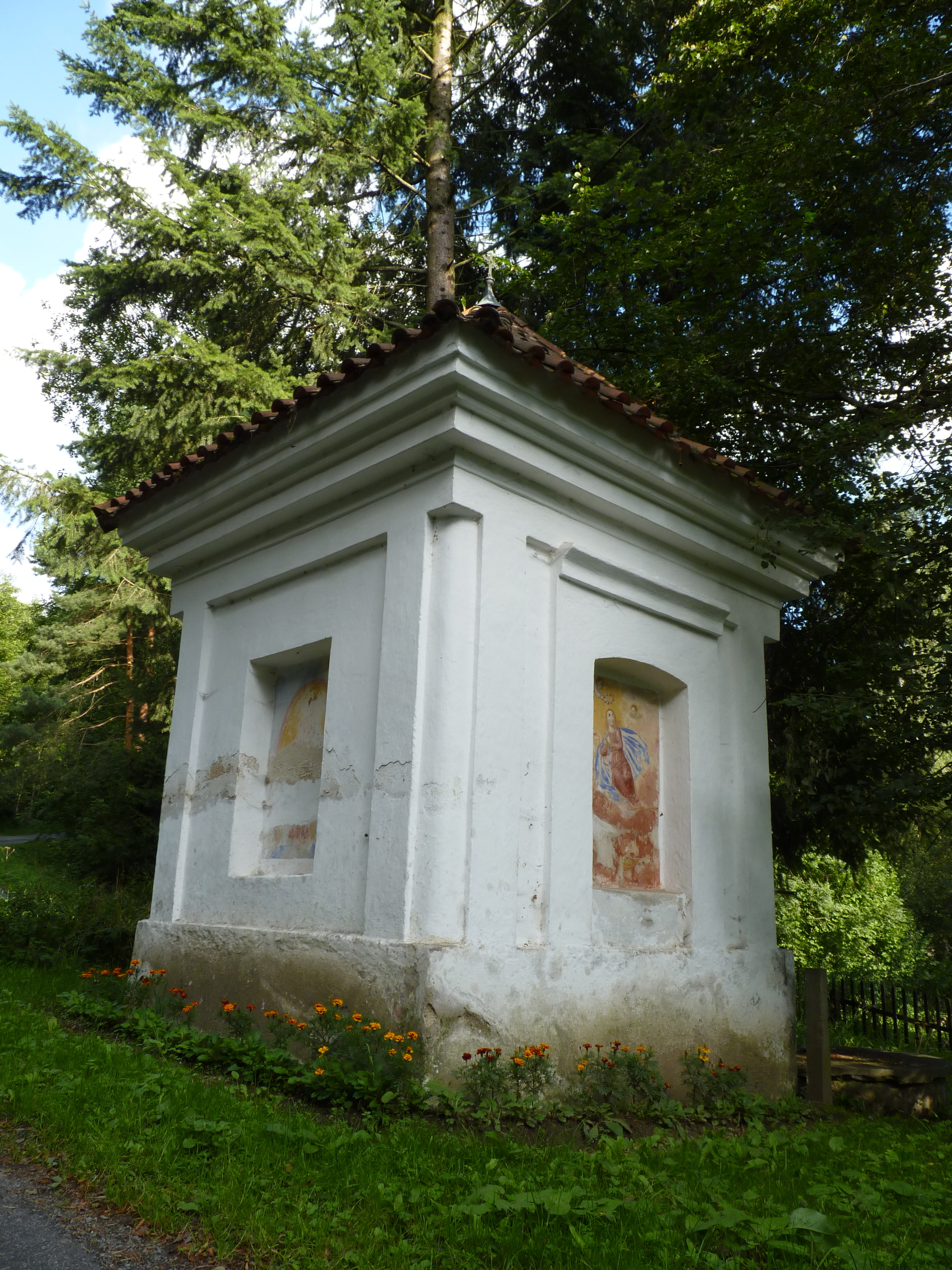
Kapelle der hl. Katharina
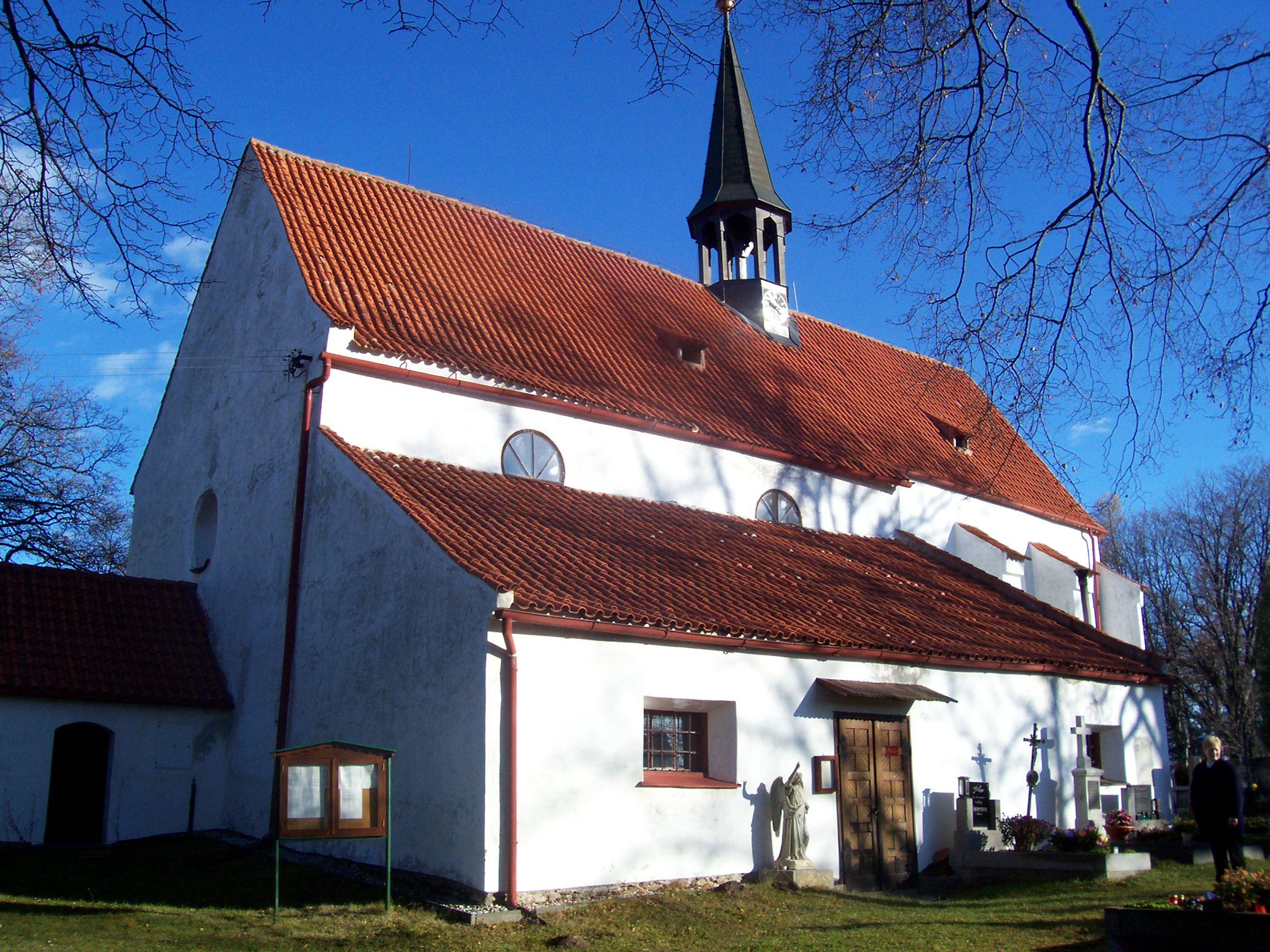
Kirche Mariä Verkündigung
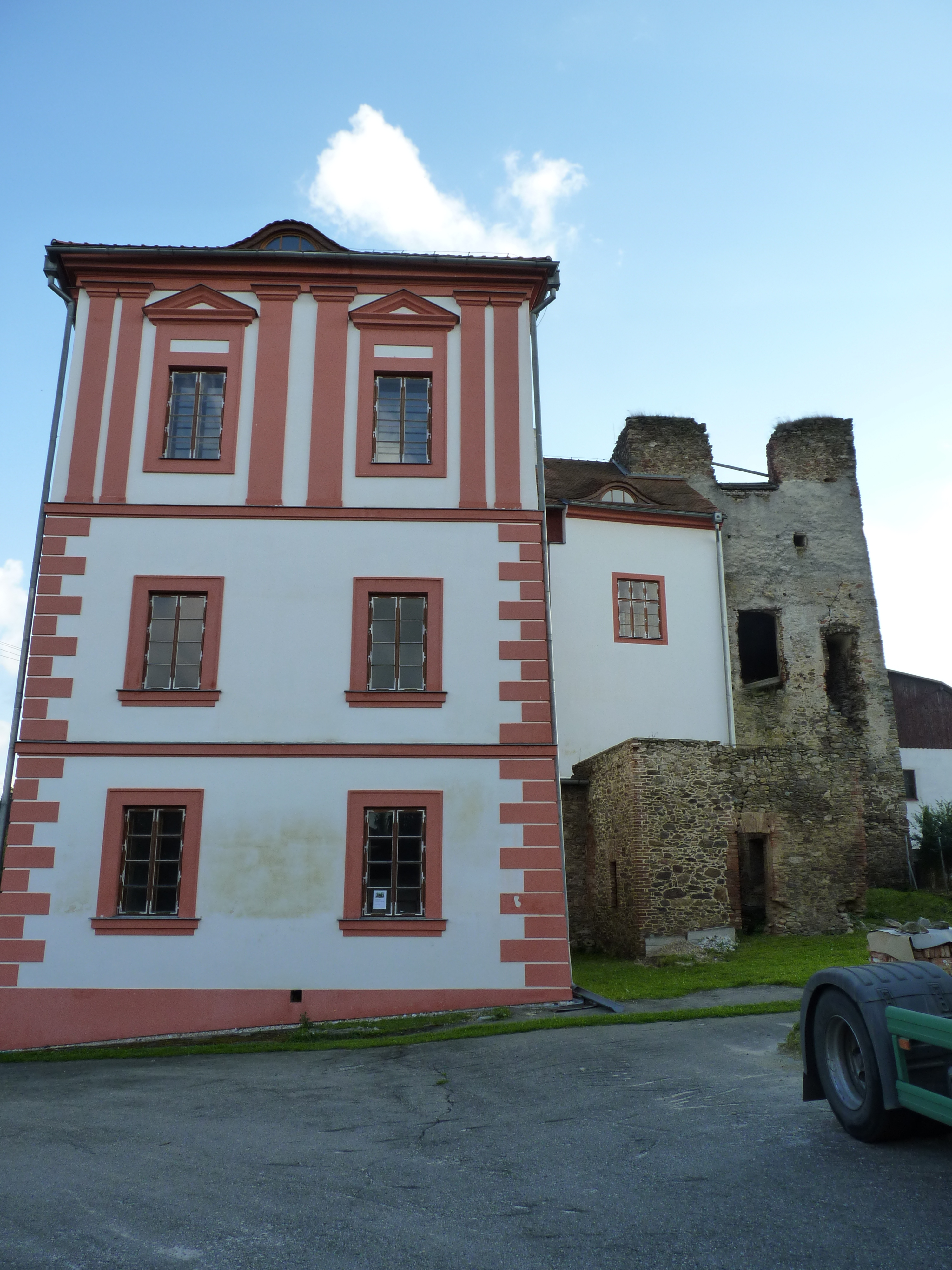
Feste Dobrš

## Musikfestival
Im Jahr 2017 wurde hier mit Unterstützung von Karel Schwarzenberg das seither jährlich stattfindende Internationale Musikfestival Dobršská Brána mit Schwerpunkt auf der Verknüpfung von traditioneller und zeitgenössischer Musik, aber auch Jazz, gegründet.